# Jan Michal
Jan Michal je český manažer, od dubna 2024 generální ředitel agentury CzechInvest.

## Život
Mezi lety 1987 až 1992 vystudoval Fakultu podnikohospodářskou Vysoké školy ekonomické (získal tak titul Ing.) a mezi lety 1992 až 1996 také obor mezinárodní vztahy na Fakultě sociálních věd Univerzity Karlovy v Praze (získal tak titul Mgr.). V průběhu studia absolvoval zahraniční pobyty, a to na Stanfordově univerzitě v USA (1991) a na Katolické univerzitě v belgické Lovani (1993).
V letech 1995 až 2001 a opět v letech 2003 až 2009 působil na Ministerstvu zahraničních věcí ČR, včetně vyslání do zahraničí (v rámci Stálé mise při OSN či velvyslanectví v nizozemském Haagu).
Od roku 2009 pracoval pro Evropskou komisi, v letech 2010 až 2016 vedl Zastoupení Evropské komise v ČR a během své mise se mimo jiné podílel na zapojení ČR do programu InvestEU a spolupráci s Evropskou investiční bankou. V roce 2016 mu prezident Hospodářské komory ČR udělil Zlatou Merkurovu medaili za aktivní podporu podnikatelského prostředí v ČR. Od roku 2016 pracoval pro Evropskou komisi na pozici zástupce ředitele sekce na Generálním ředitelství pro komunikaci a od roku 2017 vedl odbor politického a ekonomického zpravodajství. Během českého předsednictví v roce 2022 působil jako zástupce šerpy na Úřadě vlády ČR, kde se věnoval zejména reakci na energetickou krizi.
Na podzim 2023 se přihlásil do výběrového řízení na pozici generálního ředitele agentury CzechInvest, v lednu 2024 bylo oznámeno, že toto řízení vyhrál. Funkce se ujal na začátku dubna 2024. Vystřídal generálního ředitele Patrika Reichla, který na konci dubna 2022 na funkci rezignoval; resp. Petra Očka, který byl od té doby pověřený vedením agentury.